# 戚和平
戚和平（1947年1月—），湖南芷江人，中华人民共和国政治人物。大学学历。

## 生平
1973年5月加入中国共产党。历任湖南省芷江县副县长、中共芷江县委书记；怀化地区行署副专员、地委副书记、组织部长、书记；湖南省委组织部副部长、部长；省委常委、副书记；湖南省人大常委会副主任、常务副主任、党组书记等职。